# Segunda Guerra Luso-Ovimbundo
A Segunda Guerra Luso-Ovimbundo, também conhecida como Revolta do Bailundo e Revolta de Libertação Nacional em Angola, foi um conflito armado entre os reinos dos povos ovimbundos, principalmente na figura do reino Bailundo, contra o Império Português.
O conflito foi motivado pela ambição colonial portuguesa, pelo controle das rotas comerciais e pelo súbito declínio do preço da borracha de raiz, colocando o povo ovimbundo contra os imigrantes europeus e os representantes coloniais.
Considerado o maior exercício militar em solo africano contra uma potência colonial antes da Primeira Guerra Mundial, durou entre 1890 e 1904, terminando em uma vitória portuguesa.

## Antecedentes
As férteis terras altas de Benguela, também conhecidas como nano, eram tradicionalmente cultivadas pelos povos bantos. A invasão do início do século XVII, pelos povos imbangalas levou a uma fusão das duas populações e a subsequente criação dos reinos ovimbundos. A região de Benguela foi explorada pela primeira vez por mercadores portugueses em meados do século XVII, iniciando o comércio de escravos, marfim, cera de abelha e borracha. Confrontos ocasionais entre portugueses e os ovimbudos ocorreram nos séculos XVIII e XIX, ocorrendo nas duas principais artérias comerciais regionais de Benguela-Caconda Nova e Catumbela-Norte do Huambo. Exércitos particulares pertencentes a comerciantes e chefes tribais lutavam entre si pelo controle da rota comercial sulista. Após os portugueses derrotarem o reino Bailundo e o reino Bié na guerra de 1774-1778, os ovimbundos permaneceram em paz compartilhando o controle da rota comercial do norte com o poder colonial.
Em meados do século XIX, os colonos portugueses começaram a construir fortes em áreas controladas pelos ovimbundos. Apesar do fato, o poder permaneceu em grande parte nas mãos de reis locais e mercadores poderosos. O comércio continuou a florescer, à medida que desertores do exército, condenados portugueses, mercenários, mulatos e habitantes locais se engajavam no comércio de caravanas de longa distância.
No início do século XX, a região de Benguela era controlada por 22 reinos ovimbundos, sendo o Bailundo, o Bié e o Huambo os mais poderosos. A invenção da borracha de raiz, em 1874, rapidamente a estabeleceu como substituto da borracha tradicional. Os cidadãos do Bailundo envolveram-se cada vez mais no pico do comércio de borracha, entre o período de 1886-1901, abandonando as atividades tradicionais de cultivo e comércio escravista.

## Conflito
A guerra se deu em três períodos distintos: o primeiro, entre 1890 e 1891, com a derrota temporária das duas maiores entidades ovimbundo, o Bié e o Bailundo; a segunda etapa, em que os portugueses promoviam pequenas expedições de ataque às fronteiras dos reinos Bié (Bwié), Bailundo (Mbalundu), Quibala (Civula), Cassongue (Kasongi), Quibanda (Civanda), Angalanga (Ngalanga) e Huambo (Wambo), assemelhando-se mais a um período de guerrilha, e; a terceira e última etapa, onde os portugueses ocuparam militarmente os reinos de Bié, Bailundo e Huambo, além de obrigarem Quibala, Cassongue, Quibanda e Angalanga à rendição incondicional.

### Batalha do Bié
Em 1890 o reino do Bié resolveu dar fim a ingerência portuguesa nos assuntos da nação, iniciando as hostilidades. Eles expulsaram os feitores e oficiais portugueses, bem como removeram os colonos e comerciantes lusitanos das terras do Bié.
No mesmo ano os portugueses enviaram uma expedição punitiva, sob comando de Artur de Paiva e Paiva Couceiro, que derrubou o rei do reino de Bié, Ndunduma I, transformando-a num estado fantoche, enquanto acelerava a colonização de colonos portugueses e bôeres, e reforçava a guarnição da área.

### Batalha de Bailundo
A boa relação que os lusitanos tinham com o reino vizinho Bailundo durante o reinado do Soma Inene Jolomba Chissende Ekuikui II foi perturbada após a morte deste, com a coroação do Soma Inene Numa II (1890-1892). Enquanto um primeiro ano tranquilo de governo de Numa II existiu, o envio do capitão português Justino Teixeira da Silva como diplomata colonial fez o reino entrar em rota de colisão com o reino de Portugal. Teixeira da Silva desestabilizava o reino, promovendo disputas internas por poder, além de enviar falsos relatórios à Luanda sobre a situação bailunda. Amparados nas falsas informações de que o Bailundo planejava dominar as rotas coloniais do Planalto Central de Angola, fez com que a potência colonial fizesse constantes ameaças e ordenasse o avanço da colonização portuguesa nas fronteiras do reino. Essa atitude enfureceu a corte nacional, que enviou soldados para expulsar os colonos.
Como malogrado resultado, a capital do reino Bailundo, Halã-Vala, foi cercada e tomada por um regimento português, em 1891. Portugal decidiu por não destituir Numa II, porém impôs severas penas ao reino, com a instalação de um posto de coletoria na capital, além da alteração do nome histórico desta para Posto Administrativo de Bimbe-Katapi. Aliado a isto, o reino perdeu o privilegiado controle conjunto das rotas comerciais e o acesso às terras mais produtivas. O controle sobre a capital foi basicamente nominal, pois os bailundos consideraram-na uma afronta aos seus antepassados, retomando-a na prática.

### Resistência nas ombalas e guerrilhas
O conflito contra o povo bailundo e o povo bié, longe das ombalas capitais, tomou proporções muito grandes, com diversos crimes de guerra cometidos pelo lado português, tais como saques, estupros em massa, massacres e escravidão de prisioneiros civis. Embora algumas ombalas periféricas dos reinos tentassem resistir, o combate mostrava-se mais decisivo pelas topas lusitanas, que avançavam a cada batalha.
Em pouco tempo os portugueses empreenderam ameaças de ocupação contra o reinos Quibala, Cassongue, Quibanda, Angalanga e Huambo, iniciando um série de conflitos de pequenas dimensões contra essas entidades nacionais com a finalidade de enfraquece-las e vencê-las pelo cansaço. Essas escaramuças marcaram o período entre 1891 e 1902.

### Depressão econômica e conflito em larga escala
Em 1902, o preço borracha, que estava artificialmente alto, caiu repentinamente devido às práticas de concessão creditícia sem controle, causando uma depressão econômica. Esse fato destruiu economicamente os reinos ovimbundo, fazendo-os passar por um período de extrema fome e mortandade. Além disso, imediatamente antes da explosão da terceira etapa do conflito, os ovimbundos foram atingidos por uma epidemia de varíola.
Em 7 de abril de 1902, Kalandula resolveu comemorar seu aniversário de coroação como rei do Bailundo. Para as comemorações, o principal conselheiro de Kalandula, Mutu-ya-Kevela, comprou várias garrafas de rum de um comerciante português. O comerciante acusou Kevela de não pagar pelo rum, levando o comandante de um forte próximo a convocar Kevela. Mutu-ya-Kevela recusou, alegando que ele não mais reconhecia a autoridade do comandante.
Em 9 de abril de 1902, representantes dos reinos vizinhos de ovimbudos se reuniram em Bailundo, preparando-se para a guerra.
Em 15 de maio de 1902, uma delegação liderada pelo rei de Bailundo, Kalandula, foi convidada a um forte nas proximidades para arrefecer os ânimos das populações ovimbundo e oferecer paz. O portugueses traíram Kalandula, o aprisionando na oportunidade. Essa atitude foi entendida pelas nações ovimbundo como uma declaração de guerra. Aliado a isto os portugueses sequestraram vários membros da corte bailunda num ataque á capital Bimbe-Katapi, levando o povo e o comandante Mutu-ya-Kevela à fúria.
Na inexistência de pessoa na corte com idade para assumir como Soma Inene, Mutu-ya-Kevela foi assim nomeado para tal. Ele organizou assembleias e viajou pela região, incitando as outras nações se juntarem à guerra total. Os reinos ovimbudos do Bié, Huambo, Quibala, Cassongue, Quibanda e Angalanga responderam ao apelo de Kevela às armas. O reinos não-ovimbudo de Quissange e Luimbi também participaram da batalha, possivelmente inspirada pelo culto candundo.
Entre maio e julho de 1902, cerca de 6.000 tropas ovimbundas sitiaram o forte português no reino Bailundo, lançando também ataques a postos comerciais e casas portuguesas. Um total de 20 portugueses e 100 ovimbundos católicos foram mortos quando os rebeldes montaram barreiras nas estradas que levam ao planalto do Bailundo. Os rebeldes esperavam que a resistência portuguesa entrasse em colapso, enquanto planejavam destruir o forte e o assentamento de Caconda, expulsando depois todos os europeus da região.
Os comerciantes tornaram-se o principal alvo das tropas aliadas, que pretendiam perturbar o comércio de escravos, borracha e rum em particular. Os missionários americanos presentes na área ficaram ilesos, atuando como mediadores em uma troca de prisioneiros em junho.
Com todas as tropas sob seu comando, Mutu-ya-Kevela teve 10.000 homens à seu serviço, fazendo os portugueses recuarem para fora dos territórios ovimbundos. Kevela e o rei do Huambo Samakaka formaram vários pontos de fortificação nas nações rebeladas, virando a guerra seu favor pela primeira vez, desde 1890. Nesse ponto, a batalha tornar-se-ia o maior exercício militar nativista contra um poder colonial antes da Primeira Guerra Mundial.

### Contrarresposta portuguesa
Porém, em 1902, um duro golpe foi dado na até então vitoriosa estratégia de Mutu-ya-Kevela: O padre Gueep da Missão Católica do Hanga, sob a justificativa de uma missão diplomática em favor dos bailundos, entregou as posições militares dos aliados aos portugueses, sob comando de Massano de Amorim. Os portugueses armaram emboscadas e cercaram as tropas aliadas, fazendo os reis Mutu-ya-Kevela e Samakaka empreenderem fuga.
Em meio a crescentes tensões, as autoridades coloniais formaram três colunas compostas de soldados portugueses, africanos e bôeres, além de auxiliares. Após a entrega de posições feita por Gueep, as tropas coloniais puderam explorar plenamente as condições favoráveis criadas pela estação seca de maio a setembro de 1902, enviando rapidamente suas tropas. A coluna do norte, formada por menos de cem soldados, foi formada às margens do rio Cuanza, chegando ao Bailundo, em 17 de julho e efetivamente quebrando o cerco uma semana depois. A coluna Caconda foi montada em Benguela, num total de 215 homens, chegou ao Bailundo em 23 de setembro. A terceira coluna partiu de Luanda, totalizando 452 soldados, mais de 1.000 carregadores e 4 canhões de montanha, entraram no forte do Bailundo no dia 24 de setembro. Pais Brandão, Joaquim Teixeira Murtinho e Pedro Massano de Amorim comandaram as colunas respectivamente.
Em 6 de setembro de 1902, tropas ovimbundas atacaram, sem sucesso, um grupo de soldados portugueses nas margens do rio Cuanza, fugindo depois. No final de setembro, os reis ovimbundos das nações menores começaram a se render em massa. Vários atos de represália ocorreram, notadamente a execução de Cicende, rei Quibanda, em 4 de novembro de 1902.
Utilizando modernos rifles de repetição e peças de artilharia, os reforços foram capazes de combater as cargas de infantaria rebelde e destruir suas aldeias fortificadas. Em janeiro de 1903, as tropas portuguesas encontraram Kevela, Samakaka e um pequeno grupo de seus companheiros na área de Chipindo, promovendo perseguição a eles. Um mês depois as três colunas foram dissolvidas retornando às suas bases, restando somente uma unidade destacada para a perseguição de Kevela e Samakaka. Aproximadamente em março de 1903, ambos os reis foram encontrados tentando atravessar a fronteira do Reino Cuanhama, sendo mortos ali mesmo.
Apesar de sofrerem pelo menos 2.000 baixas de soldados, os ovimbudos continuaram sua resistência em áreas montanhosas remotas até 1904, com a manutenção de pelo menos três destacamentos. 1903 foi marcado pela pacificação da área de Selles. Em 22 de março de 1904, uma força de 230 soldados foi despachada para a área de Bimbe-Katapi, após relatos de ataques insurgentes e sabotagem. A expedição matou ou capturou a última célula da resistência, acabando com a guerra.
O governador geral de Angola, Cabral Moncada, elogiou a bravura de Mutu-ya-Kevela, descrevendo-o como sendo "um homem de grande coragem".